# Obchodní tajemství
Obchodní tajemství je forma duševního vlastnictví, která zahrnuje důvěrné informace, jež nejsou obecně známé ani snadno zjistitelné, mají hospodářskou hodnotu právě díky své utajené povaze a jsou chráněny přiměřenými opatřeními k zachování jejich důvěrnosti.

## V českém právu
Obchodní tajemství je definováno v občanském zákoníku:
| „                         | Obchodní tajemství tvoří konkurenčně významné, určitelné, ocenitelné a v příslušných obchodních kruzích běžně nedostupné skutečnosti, které souvisejí se závodem a jejichž vlastník zajišťuje ve svém zájmu odpovídajícím způsobem jejich utajení. | “ |
| — Občanský zákoník, § 504 | |   |

Aby určitá skutečnost byla obchodním tajemstvím, musí splňovat všechny uvedené znaky současně. Autoritativně může tvrzení o tom, že něco je obchodním tajemstvím, potvrdit nebo vyvrátit v konkrétním případě pouze soud.
Obchodní tajemství náleží vlastníkovi příslušného obchodního závodu a je součástí jeho majetkové podstaty. Ten může rozhodnout o jeho využití, zpřístupnění či licencování. Ochrana obchodního tajemství se vztahuje na informace, jejichž zveřejnění by mohlo zlepšit postavení konkurence, jsou jasně identifikovatelné, mají hospodářskou hodnotu, nejsou veřejně dostupné v příslušném oboru a podnikatel podniká kroky k jejich ochraně – například prostřednictvím fyzického zabezpečení (např. trezor), omezeného přístupu či smluvních ujednání o mlčenlivosti. S obchodním tajemstvím úzce souvisí pojmy know-how a důvěrné informace:
- Know-how označuje prakticky využitelné soubory technických či technologických poznatků a může být zároveň obchodním tajemstvím, pokud splňuje zákonné podmínky.
- Důvěrné informace, zejména v rámci předsmluvního jednání, jsou zákonem chráněny – jejich zneužití či neoprávněné sdělení může založit odpovědnost za škodu nebo bezdůvodné obohacení.[4]

Porušení obchodního tajemství je jedním ze způsobů nekalé soutěže a spočívá v neoprávněném sdělení, zpřístupnění nebo využití obchodního tajemství, které bylo jednajícímu svěřeno nebo o němž se dozvěděl jiným způsobem. Ten, jehož obchodní tajemství bylo porušeno, se pak může domáhat odstranění závadného stavu a především přiměřeného zadostiučinění, náhrady škody a vydání bezdůvodného obohacení.

## Známé případy
Některé případy obchodních tajemství, typicky recepty popisující složení úspěšných produktů, se staly velice striktně utajovanými. Toto utajení bylo v některých případech rovněž využito jako marketingový tah. Příklady jsou:
| Firma                               | Obchodní tajemství                                                                                   | Vznik     | Zabezpečení | Zdroj                              |
| ----------------------------------- | --- | --------- | --- | ---------------------------------- |
| The Coca-Cola Company               | Recept na Coca-Colu – sirup pro výrobu limonády                                                      | 1886      | Recept je uložen v trezoru v muzeu World of Coca Cola v Atlantě. Předtím byl od roku 1925 uložen v trezoru banky SunTrust. | [ 9 ]                              |
| KFC Corporation                     | Původní recept plukovníka Sanderse – směs 11 bylin a koření pro přípravu smažených kuřecích produktů | 1939–1940 | Recept je společně se vzorky ingrediencí uložen v trezoru v sídle vedení společnosti v Louisville, přístup do trezoru mají pouze dvě osoby. | [ 9 ]                              |
| WD-40 Company                       | Receptura WD-40 – směs uhlovodíků pro výrobu penetračního oleje                                      | 1953      | Recept je uložen v trezoru banky v San Diegu. | [ 10 ]                             |
| Jan Becher – Karlovarská Becherovka | Receptura Becherovky – směs neupřesněného množství bylin (cca 20 druhů) pro výrobu likéru            | 1805–1807 | Recept je uložen ve dvou trezorech: v Karlových Varech a v Paříži. Ve firmě jej znají jen dvě osoby (provozní ředitel a vedoucí výroby) vázané smlouvou o doživotní mlčenlivosti. Samotný recept je pak zašifrovaný: papír udávající poměr surovin je zapsán pomocí číselného kódu a bez klíče, udávajícího které číslo odpovídá které bylině, nelze číst. | [ 11 ] [ 12 ] [ 13 ] [ 14 ] [ 15 ] |
| Mast-Jägermeister SE                | Receptura Jägermeisteru – směs 56 bylin, květů, kořenů a ovoce pro výrobu likéru                     | 1934–1935 | Recept zná jen omezený počet lidí ve vedení společnosti. | [ 16 ]                             |
| Chanel                              | Receptura Chanel No. 5 – směs více než 80 vonných složek pro výrobu parfému                          | 1921      | Recept je střežen. | [ 17 ] [ 18 ]                      |
| Avedis Zildjian Company             | Receptura B20 – bronzová slitina pro výrobu činelů                                                   | 1618      | Složky receptu jsou známy (80% měď, 20% cín, stopové množství stříbra) ale přesný technologický proces je střežen. | [ 19 ] [ 20 ] [ 21 ]               |